# Вишняк Володимир Федорович
Володимир Федорович Вишня́к (нар. 13 березня 1950, Тарасівка) — український графік.

## Біографія
Народився 13 березня 1950 року в селі Тарасівці (нині Фастівський район Київської області, Україна). 1991 року закінчив  Видавничо-поліграфічний інститут НТУУ «КПІ», де навчався у Бориса Валуєнка, Федора Глущука.
Працював у видавництвах «Дніпро», «Урожай» та інших.

## Творчість
Працював у галузі книжкового дизайну. Оформив книжки:
- «Година бика» Івана Єфремова  (1991);
- «Наполеон» Євгена Тарле (1992);
- «Твори» Етері Басарії (1992);
- «Хроніка опору» (збірка матеріалів по ГКЧП; 1992).

Виконав близько 200 екслібрисів у техніках високого друку (зокрема ліногравюри «Не дано Києву забути ні про Батия, ні про Крути», 2002; «Муза», 2004). 
Дипломант Міжнародного конкурсу «Леся Українка та родина Косачів в екслібрисі» (2003, Колодяжненський літературно-меморіальний музей Лесі Українки). 
Роботи художника зберігаються у галереях Великої Британії, Бельгії, Італії, Туреччини, Польщі, Чехії, Російської Федерації, Франції, Німеччини, Нідерландів, Японії, Канади, Китайської Народної Республіки.